# James H. Leuba
James Henry Leuba (født 1868 i Neuchâtel i Schweiz, død 1946) var en amerikansk psykolog, en af grundlæggerne af den moderne religionspsykologi.
Leuba studerede i sin fødeby. Han var fra 1897 professor i psykologi ved Bryn Mawr College, Pennsylvania og Clark University, Worcester (Massachusetts). Leuba skrev The psychological origin of the nature of religion (1909) og The psychology of religious phenomena ("American Journal of Psychology" VIII, 1896 s. 309 ff.).